# Anton-Gindely-Preis
Der Anton-Gindely-Preis wurde vom Institut für den Donauraum und Mitteleuropa als österreichischer Wissenschaftspreis vergeben. Durch diesen Preis wurden solche Wissenschaftler ausgezeichnet, die durch ihr Werk einen besonderen Beitrag für die Verständigung in der Vielfalt des Donauraums leisteten.
Der nach dem Historiker Anton Gindely benannte Preis wurde, dotiert ursprünglich von der Österreichischen Forschungsgemeinschaft, später vom Bundesministerium für Wissenschaft und Forschung, von 1979 bis 2010 vergeben, und noch einmal im Jahr 2012. Zuletzt war Ernst Bruckmüller der Vorsitzende der Jury.
Das ausgezeichnete Buch musste ursprünglich in deutscher Sprache vorliegen; seit 1988 wurden auch anderssprachige Bücher ausgezeichnet. Diese historischen Bücher sollten sich nicht bloß auf deutschsprachige Quellen stützen, sondern Quellen in zumindest einer weiteren für den Donauraum wichtigen Sprache verwerten. Im Hintergrund steht hier die Frage, ob eine „Geschichte Österreichs“ vorwiegend im Rahmen der deutschen Geschichte betrieben werden soll, oder in erster Linie im Rahmen der Donaumonarchie. Bis 1945 vertraten maßgebliche österreichische Historiker die erstgenannte Position.
Dieser bereits im Jahrzehnt vor der osteuropäischen Wende 1989/1990 verliehene Preis war ein Versuch, Forschung über den Eisernen Vorhang hinweg zu fördern und anzuerkennen. „Diese wegbereitende Funktion war begleitet von einer prophetischen Funktion: Die Beschäftigung mit einem Vielvölkerstaat sollte gefördert werden, die Beschäftigung auch mit den damit verbundenen Konflikten und Lösungsversuchen.“

## Preisträger für die Geschichte der Donaumonarchie
- 1979 Richard Georg Plaschka, Horst Haselsteiner, Arnold Suppan
- 1980 Lajos Gogolák, Sergij Vilfan
- 1981 Monika Glettler
- 1982 Moritz Csáky, Helmut Slapnicka
- 1983 Emil Brix, Joanna Radzyner
- 1984 Ferdinand Hauptmann
- 1985 Horst Haselsteiner, Eva Somogyi
- 1986 Robert J. W. Evans, Péter Hanák
- 1987 Josef Polisenský
- 1988 Mirjana Gross
- 1989 Friedrich Gottas
- 1990 Otto Urban
- 1991 Vasili Melik

## Preisträger für die Geschichte der Donaumonarchie und Mitteleuropas
- 1992 Robert Wistrich
- 1993 Stanislaw Grodziski
- 1994 István Diószegi
- 1995 Jan Havránek
- 1996 Dusan Kovac

## Preisträger für Publikationen zu Kultur, Geschichte und Integration in Mittel-, Ost- und Südosteuropa
- 1998 Gerald Stourzh
- 1999 Peter Sugar
- 2000 Alice Teichova
- 2001 Emil Niederhauser
- 2002 Józef Buszko
- 2003 Christoph Zielinski für Central European Cooperative Oncology Group (CECOG)
  - Nebenpreis 2003 Paul M. Zulehner für Post-Netzwerk der mittel- und osteuropäischen Pastoraltheologinnen und Pastoraltheologen
  - Nebenpreis 2003 Bedanna Bapuly für Die Anwendung von Europarecht in Österreich und Bulgarien, Polen, Rumänien, der Slowakei, Slowenien, der Tschechischen Republik und Ungarn
- 2004 Donaurektorenkonferenz
  - Nebenpreis 2004 Claire Wallace für Households, Work and Flexibility
  - Nebenpreis 2004 Markus Cerman für Soziale Strukturen in Böhmen, 16. bis 19. Jahrhundert
- 2005 Tamara Griesser-Pecar
- 2006 Jiří Malíř
- 2007 Jiří Kořalka
- 2008 Peter Vodopivec
- 2009 Tomislav Raukar
- 2010 Yaroslav Hrytsak
- 2012 Rita Tolomeo

## Einzelbelege
1. ↑  Erhard Busek, Gerald Stourzh (Hrsg.): Nationale Vielfalt und gemeinsames Erbe in Mitteleuropa. Vorträge anläßlich der Verleihung des Anton Gindely-Preises für Geschichte der Donaumonarchie. Wien, München 1990.
2. ↑  Franz Graf-Stuhlhofer in seiner Besprechung des Buches von Busek, Stourzh: Nationale Vielfalt, 1990. In: Österreich in Geschichte und Literatur 45 (2001) S. 252f.